# Андреево (Смоленский район)
Андреево — деревня в Смоленском районе Смоленской области России. Входит в состав Касплянского сельского поселения. Население — 21 житель (2010 год). 
Расположена в западной части области в 33 км к северо-западу от Смоленска, в 1 км северо-восточнее автодороги Р133 Смоленск — Невель. В 21 км южнее деревни расположена железнодорожная станция О.п. 416-й км на линии Смоленск — Витебск. 

## История
В годы Великой Отечественной войны деревня была оккупирована гитлеровскими войсками в июле 1941 года, освобождена в сентябре 1943 года. 